# Astragalus melanocalyx
Astragalus melanocalyx là một loài thực vật có hoa trong họ Đậu. Loài này được Boiss. & Buhse miêu tả khoa học đầu tiên.